# راشد احمدف
راشد احمدف (به انگلیسی: Rashad Ahmadov) زاده ۵ ژانویه ۱۹۸۱ است. او تکواندوکار کشور آذربایجان است.